# High Voltage (Australia)
High Voltage (en español: Alto voltaje) es el primer álbum de estudio debut de la banda de hard rock AC/DC, lanzado el 30 de abril de 1975 en Australia y el 14 de mayo de 1976 en Estados Unidos. El album de sus seis de ocho canciones fueron escritas por Angus Young, Malcolm Young y Bon Scott. "Soul Stripper" fue escrita por Angus y Malcolm, y "Baby, Please Don't Go" es una versión compuesta por Big Joe Williams. El álbum fue producido por Harry Vanda & George Young en los Albert Studios, Sídney. George Young, hermano de Angus y Malcolm, participó musicalmente en algunos segmentos del disco como apoyo.

## Lanzamiento
Fue lanzado originalmente por Albert Productions en Australia, y nunca ha sido reeditado por otro sello en este formato. La versión internacional de High Voltage que fue publicada por Atlantic Records en 1976, tiene una portada y lista de temas diferentes, con sólo "She's Got Balls" y "Little Lover" apareciendo en el extranjero.
"Baby Please Don't Go", "Soul Stripper", "You Ain't Got a Hold On Me" y "Show Business" fueron luego incluidas en el álbum '74 Jailbreak en 1984. "Stick Around" y "Love Song" fueron incluidas en Backtracks de 2009.

## Lista de canciones
| N.º | Título                       | Escritor(es)      | Duración |  |
| 1.  | «Baby, Please Don't Go»      | Big Joe Williams  | 4:53     |  |
| 2.  | «She's Got Balls»            | Scott/Young/Young | 4:53     |  |
| 3.  | «Little Lover»               | Scott/Young/Young | 5:42     |  |
| 4.  | «Stick Around»               | Scott/Young/Young | 4:47     |  |
| 5.  | «Soul Stripper»              | Young/Young       | 6:30     |  |
| 6.  | «You Ain't Got a Hold on Me» | Scott/Young/Young | 3:31     |  |
| 7.  | «Love Song»                  | Scott/Young/Young | 5:17     |  |
| 8.  | «Show Business»              | Scott/Young/Young | 4:50     |  |

## Personal

### AC/DC
- Bon Scott – Vocalista
- Angus Young – Guitarra líder, Coros, Guitarra rítmica en "Little Lover", "Soul Stripper" y "Show Business".
- Malcolm Young – Guitarra rítmica, bajo, Coros, Guitarra líder en "Little Lover", "Soul Stripper" y "Show Business".

### Personal adicional
- Mark Evans – Bajo, coros
- George Young – Bajo, guitarra rítmica, batería, coros
- Rob Bailey – Bajo
- Tony Currenti – Batería
- Peter Clack – Batería
- John Proud – Batería

### Personal técnico
- Harry Vanda - productor
- George Young - productor